# ベスト

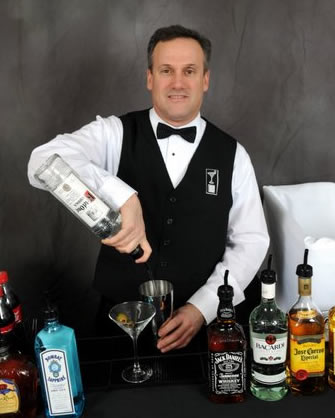
ベストを着たバーテンダー

ベスト（フランス語: veste、英語: vest）は、胴着の一種であり、国や時代によって意味や形態が異なる。本来は下着と上着の間に着る中衣であった。袖のないベストは、フランスではジレ（gilet）、イギリスではウェストコートとも呼ばれる。日本では主に袖のない前合わせの中衣、あるいはインフォーマルな上着を意味し、ベスト単品のものはオッドベストと呼ばれる。ニットのウールやアクリル製、あるいは背広と共布が一般的だが、夏用やオールシーズンに綿が、混紡にポリエステル・ポリウレタンが用いられることもある。
なお、日本では明治期に袖なしの短い胴着をチョッキと呼ぶことが定着した。その語源については外来語（オランダ語のjak、ポルトガル語のjaqueta、英語のjack）に由来するという説、直着（ちょくぎ）の転訛であるという説などがある。しかし、1960年代から1970年代にかけてベストなどの表現がより一般的になったといわれている。

## 来歴
ベストの基は15世紀後半から17世紀半ばまでヨーロッパの主要な男性用上着であったダブレット（英：Doublet、西：Jubón、仏：Pourpoint）である。1650年頃にはダブレットは着丈、袖丈が短くなり、身幅も狭くなっていた。そして、1660年代からはその上に市民や兵士の防寒着だったカサック（仏：cassaqe、英：casock）から変化したジュストコール（仏：Justaucorps、英：coat）が上着として着られるようになり、ダブレットは中衣となってベスト（仏：veste、英：vest）と呼ばれるようになった。
当時の着こなしでは、中のベストが見えるように上着（ジュストコール）の前は開けたままにし、袖口からシャツを出していた。そのため、ベストは派手な色彩や豪華な刺繍が施されたものになった。また、この頃のベストには袖があり、袖口からシャツを覗かせる代わりにベストの袖口にレースを縫いつけたものも見られた。
18世紀に入るとジュストコールが細身になり、ルイ15世の時代にはベストの袖が無くなった。そして、この袖の無いベストはフランスではジレ（gilet）、イギリスではウェストコート（Waistcoat）とも呼ばれるようになった。

ダブレットから袖無しベストへの変化
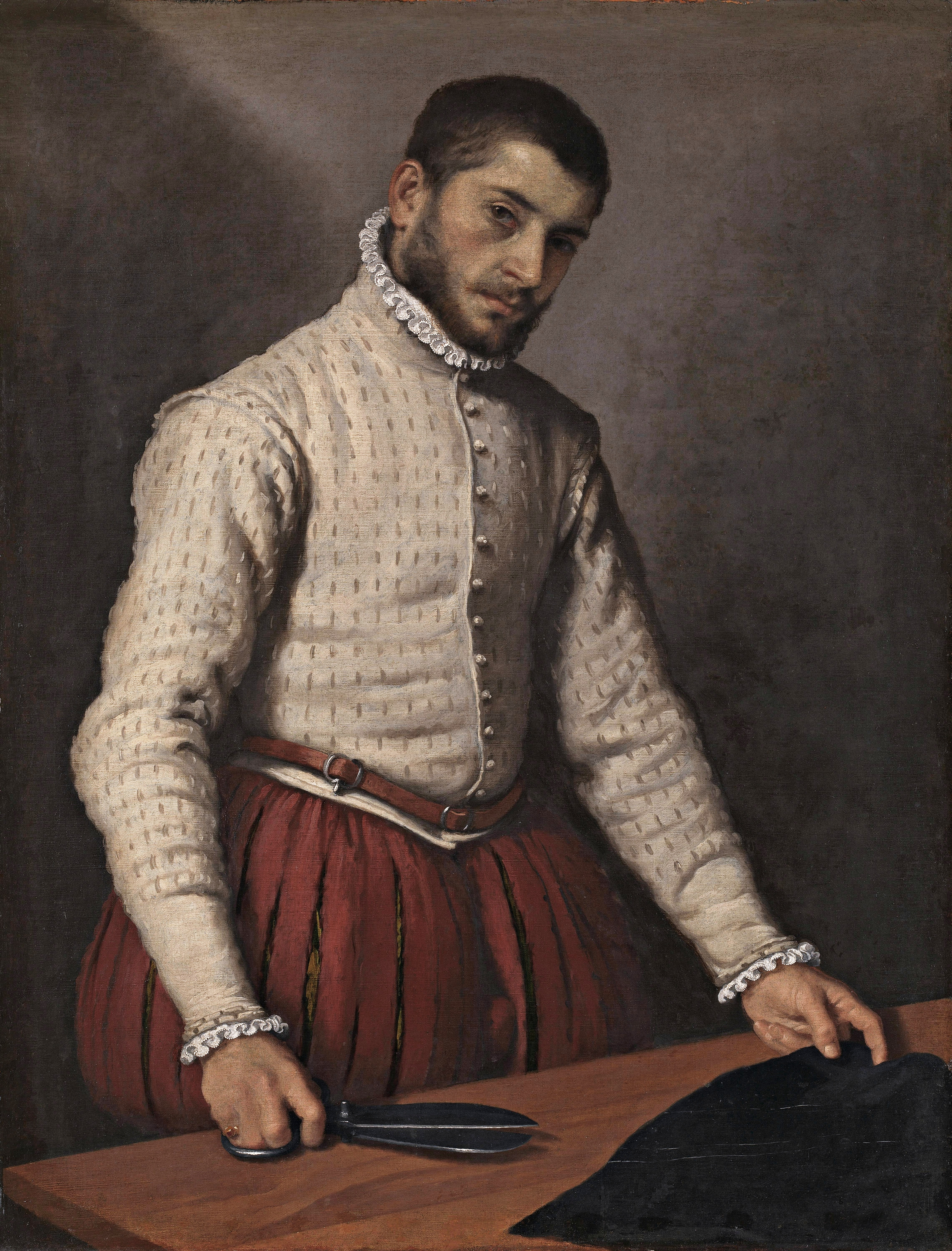
16世紀後半のダブレット。
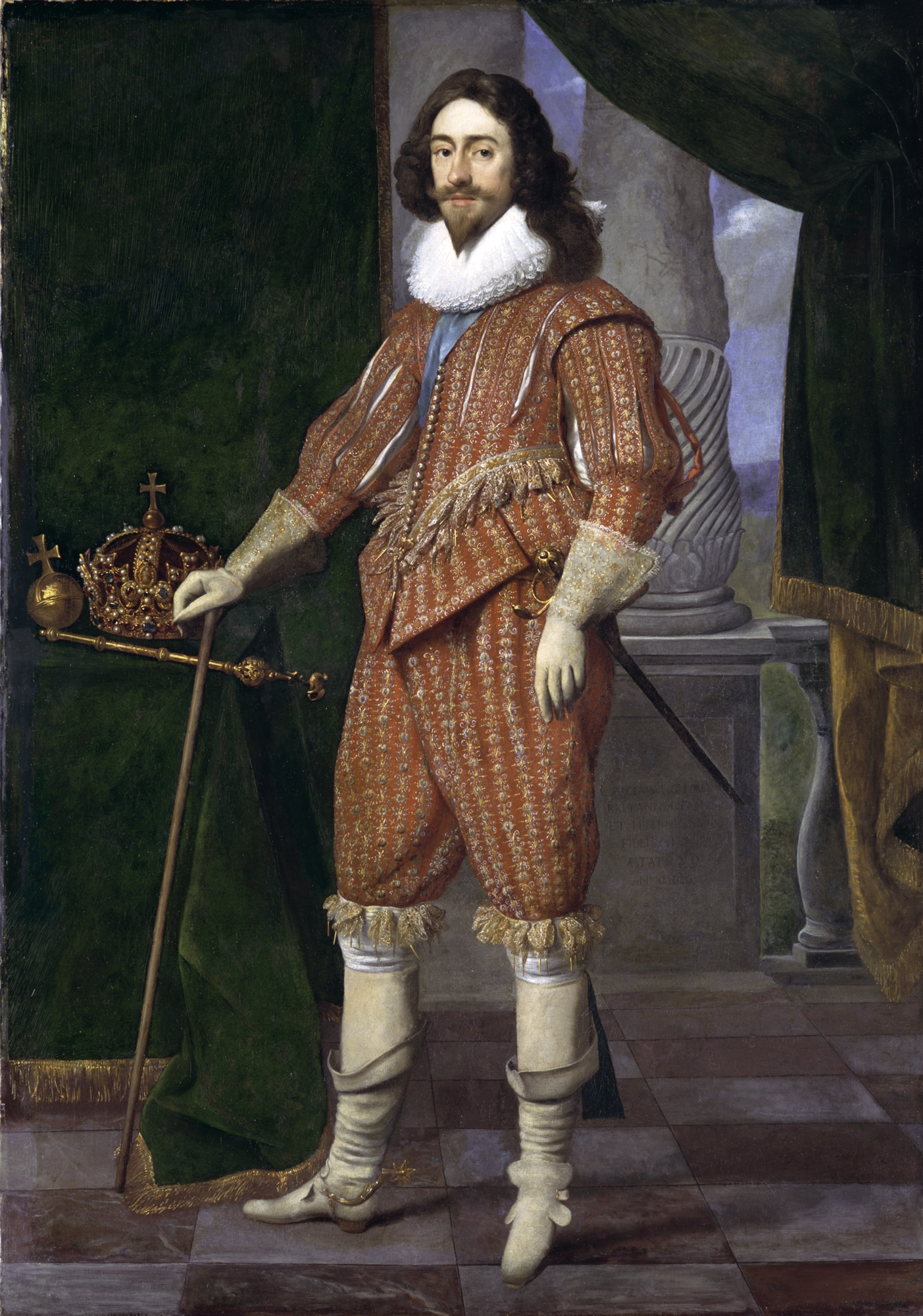
17世紀前半のダブレット（1629年）。
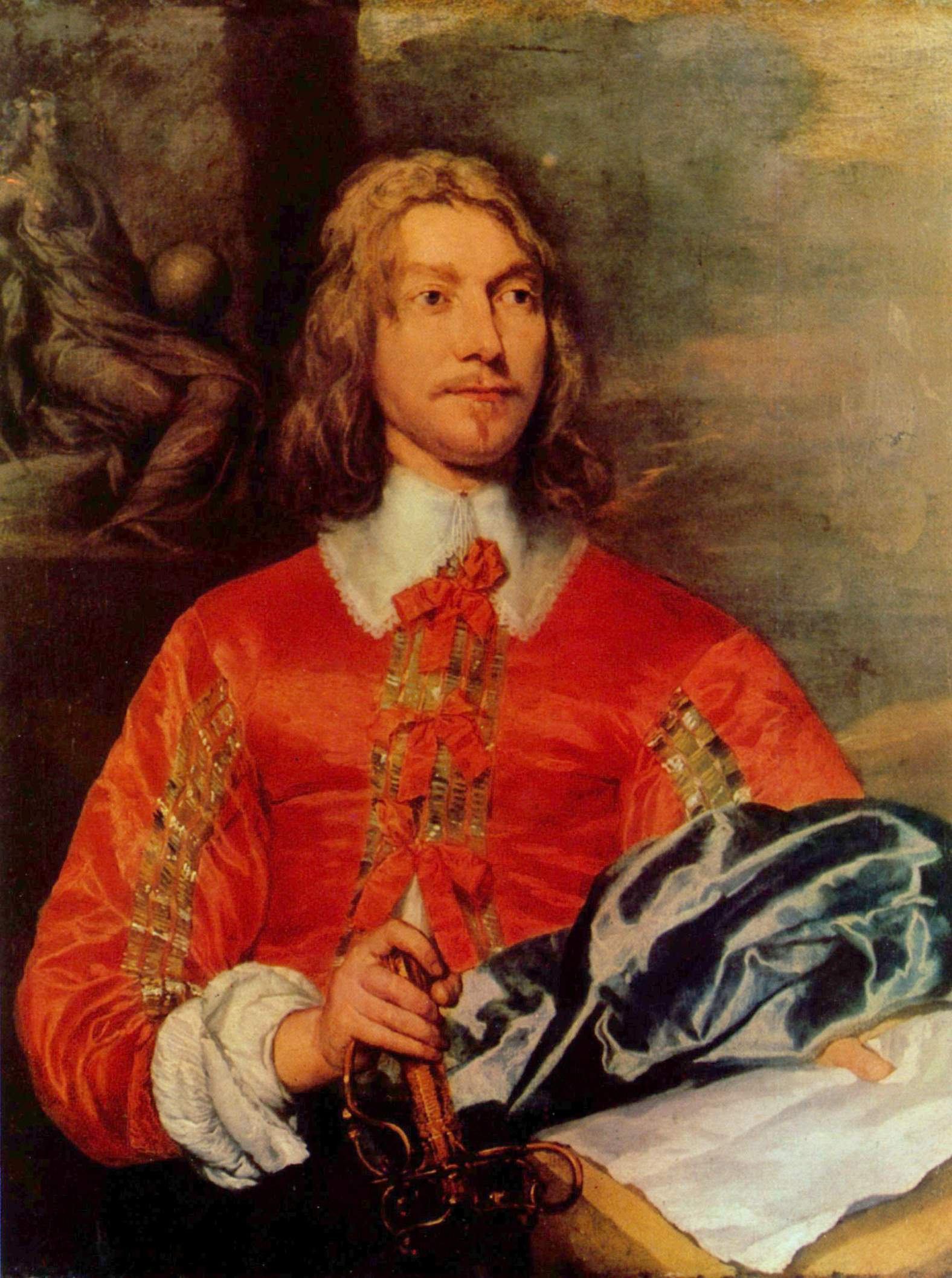
1650年頃のダブレット。
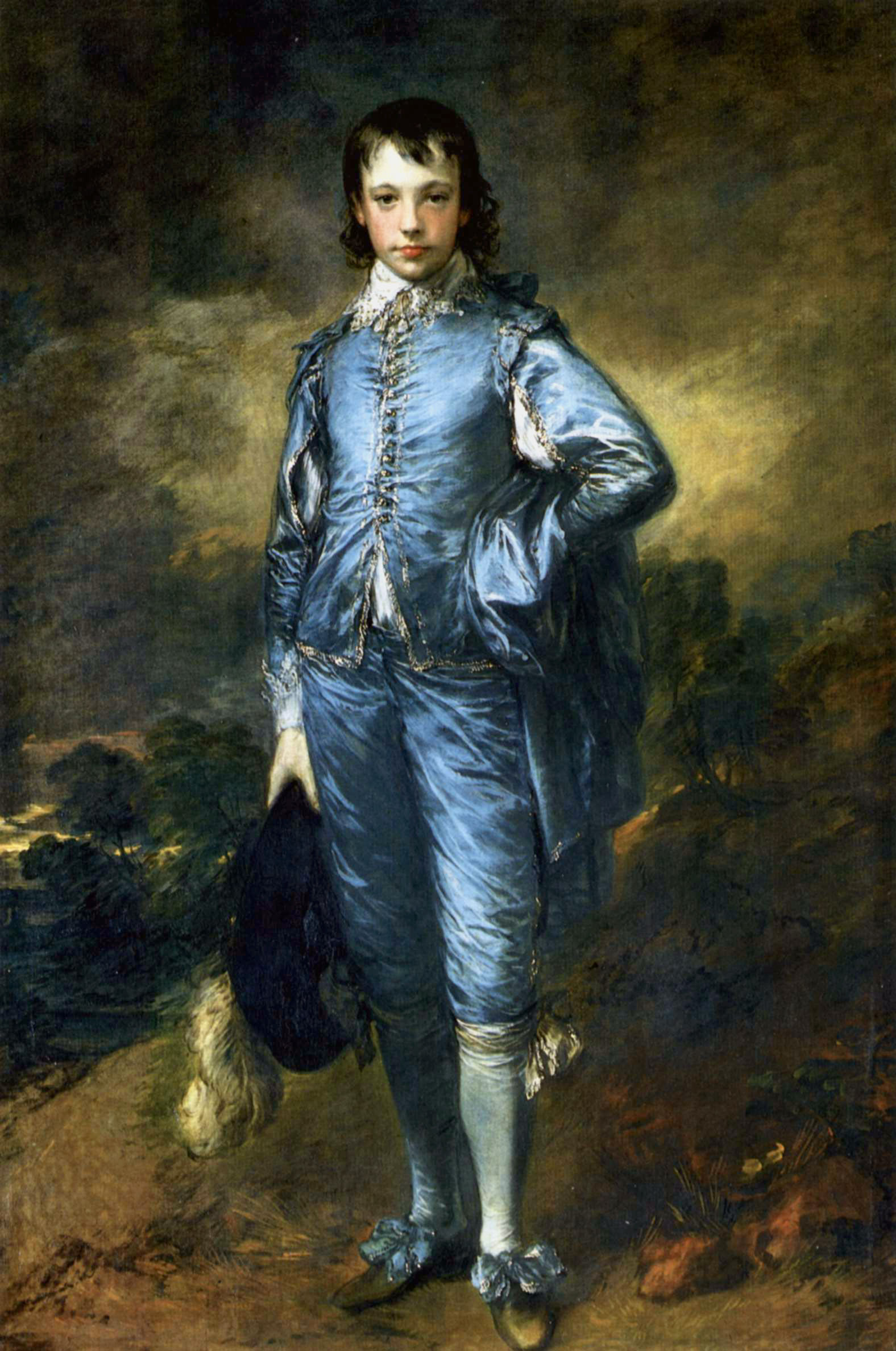
袖付きのベスト（1770年）。
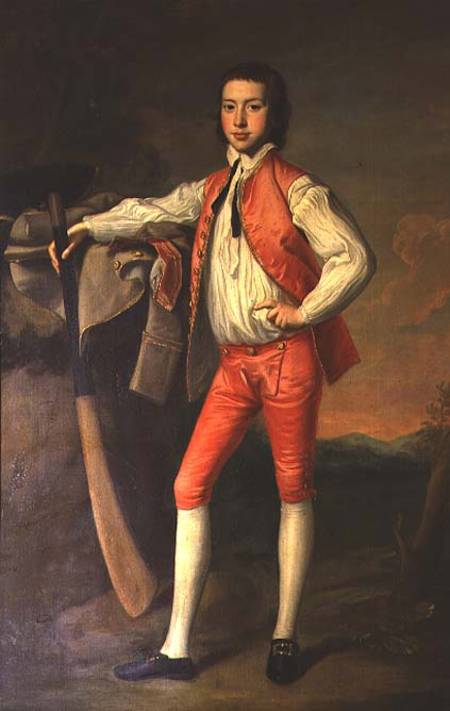
袖が無くなったベスト（1790年）。

## 現代のベスト

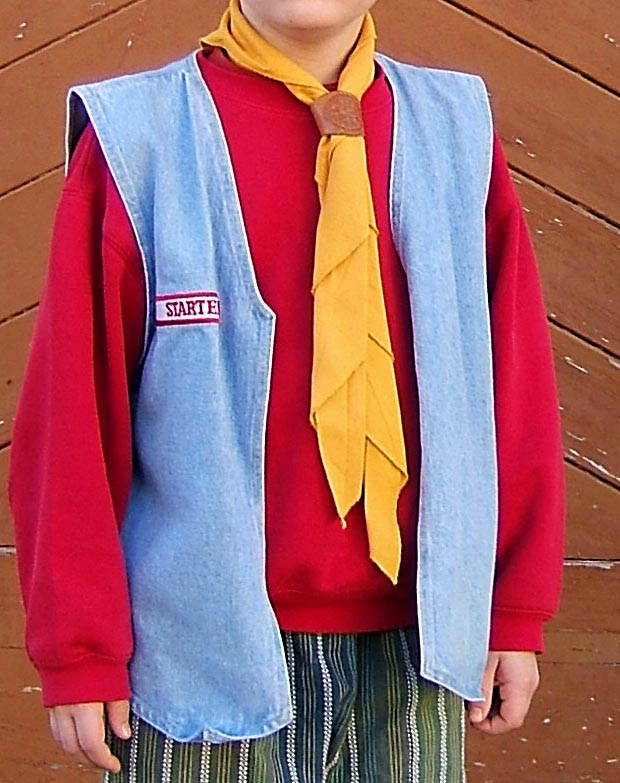
カジュアルなベストの例

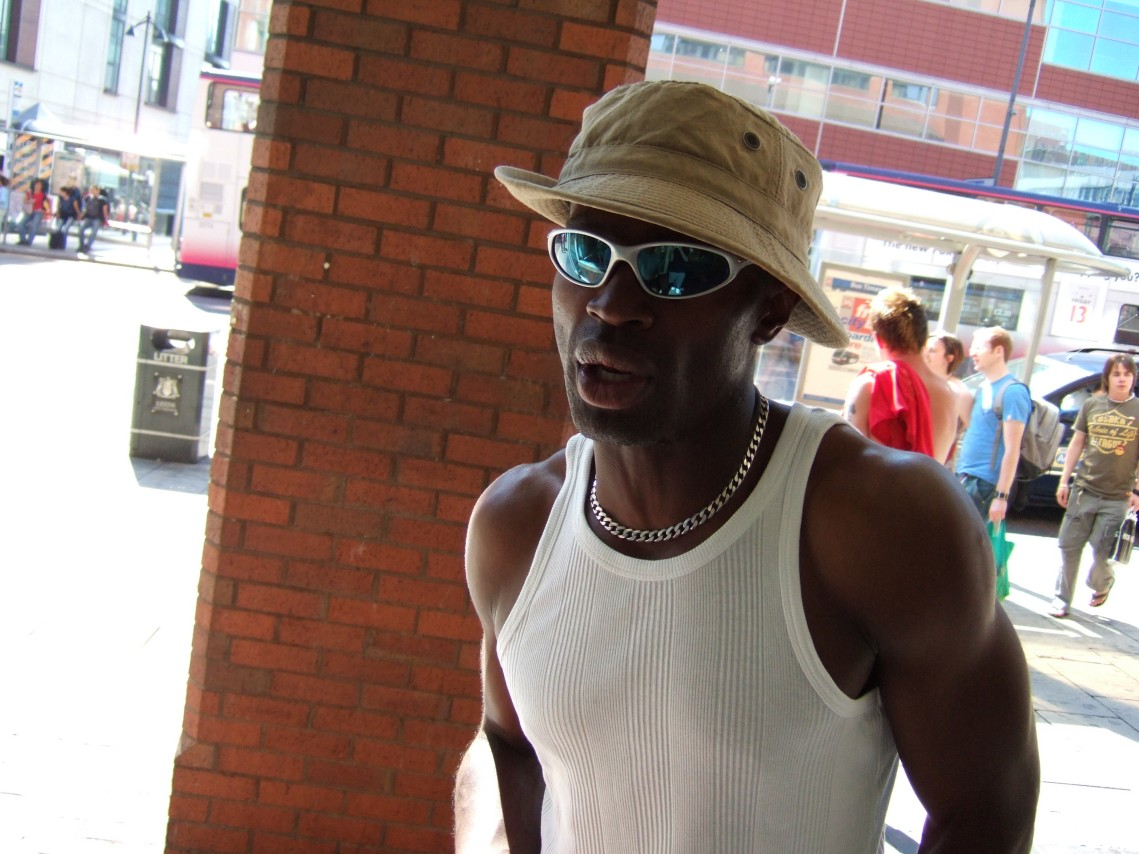
イギリスでのベスト（アンダーシャツ）

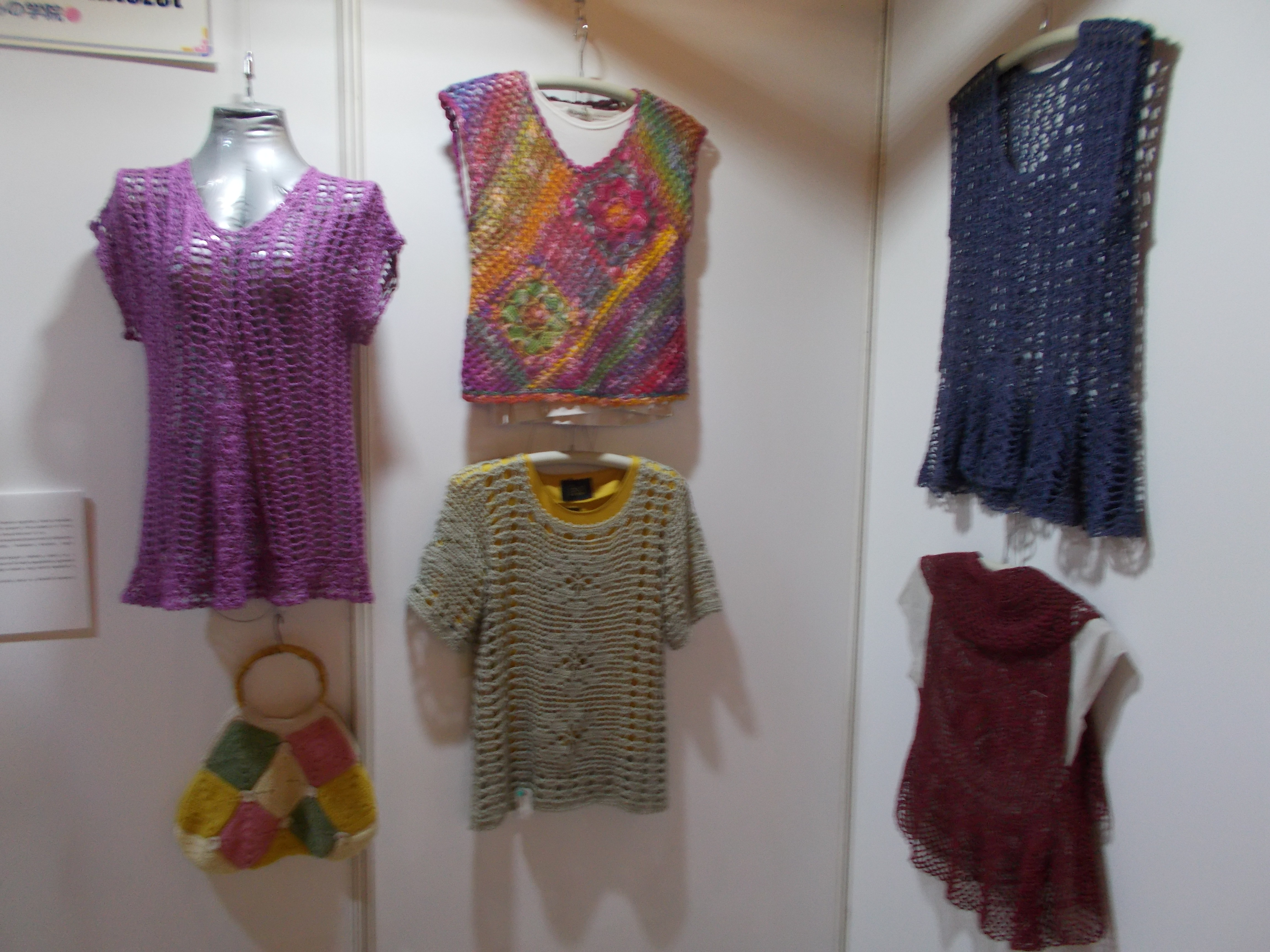
かぎ針編みのベスト

### フランス
現代のフランスでは、ジャケットや短めのコートを広く意味する。

### 英語圏
アメリカ英語でベストは袖のない中衣全般を意味し、婦人用のものや中衣に限らず上着として使えるものも含まれる。日本語でのベストは主にこの意味である。
現代のイギリスでは袖のない中衣はウェストコートと呼ばれており、ベストはアメリカ英語でのアンダーシャツを意味することが多い。
現在では古語であるが、僧服の意味もあった。
上着を着たときに胸元にベスト（ウェストコート）が見えることから、ジャケットやブラウスなどのベスト風に飾りをつけた胸元部分もベストと呼ぶことがある（婦人服の場合はボディスとも呼ばれる）。
| アメリカ英語   | イギリス英語   |
| -------------- | -------------- |
| ベスト         | ウェストコート |
| アンダーシャツ | ベスト         |